# Colonia los Ángeles, Querétaro Arteaga
Colonia los Ángeles är en ort i Mexiko.   Den ligger i kommunen Corregidora och delstaten Querétaro Arteaga, i den centrala delen av landet, 190 km nordväst om huvudstaden Mexico City. Colonia los Ángeles ligger 1 857 meter över havet och antalet invånare är 4 309.
Terrängen runt Colonia los Ángeles är platt åt nordväst, men åt sydost är den kuperad. Runt Colonia los Ángeles är det tätbefolkat, med 511 invånare per kvadratkilometer. Närmaste större samhälle är Santiago de Querétaro, 12,0 km nordost om Colonia los Ángeles. Trakten runt Colonia los Ángeles består till största delen av jordbruksmark.